# 坎萨瓦站
坎萨瓦站，又名甘沙越站，是老挝万象地区赛色塔县坎萨瓦村的车站。本站距离既有泰国国家铁路局东北本线老挝一侧的终点塔纳楞站约7.5公里，向万象市中心中央延伸。

## 历史
日本国际协力机构于2011年3月编制的《万象首都城市发展总体规划编制项目》的报告中提到了万象中央车站的报告书。原定于2021年底完工，但后来施工延期。施工将于2022年7月基本完成，2023年10月31日正式启用。
车站于2024年夏季开始旅客服务，除每日四对开往通过廊开的列车外，同年7月19日起泰国国家铁路局还开行往曼谷阿皮瓦中央车站的夜车。该服务使用原JR西日本车辆作为卧铺和二等列车，是泰国唯一使用此车辆的定期列车。车站启用后，原塔納楞站停办客运业务，成为纯货运站。

## 车站结构
车站设有3个站台、6个出入境柜台、前往泰国和中老铁路的火车售票处、食品设施和老挝国家铁路办公室。
目前本站口岸接受老挝电子签证。
提供前往其他城市和中老铁路万象站的接驳巴士服务，以及固定价格的出租车服务。前往市内中央巴士站的成人巴士票价为20,000基普，和市区前往磨万铁路万象站的票价相同。
车站还设有停车场、大型乘客下车和上车点，以及写着“ວຽງຈັນ”（永珍）的风格标牌。

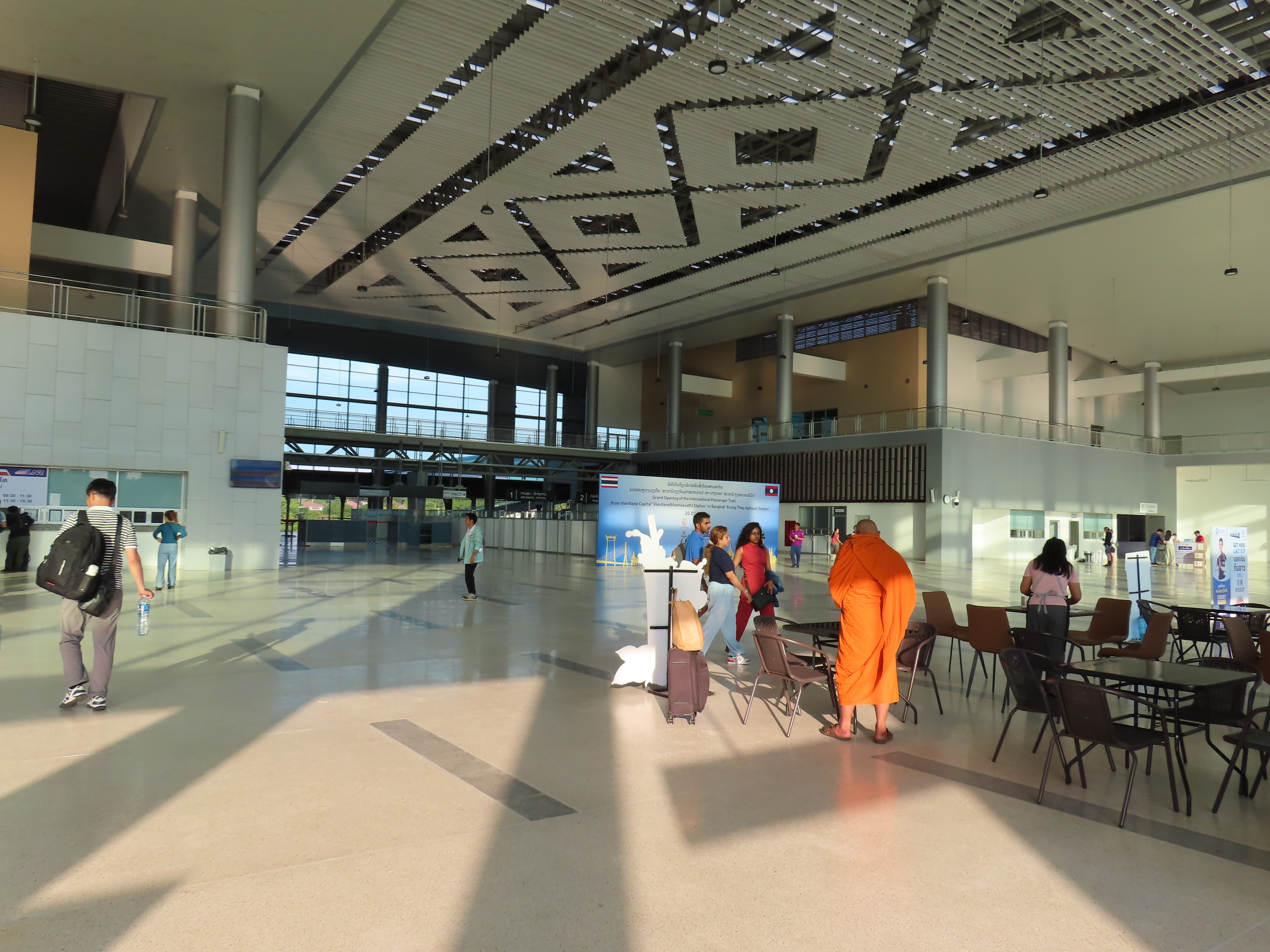
车站内
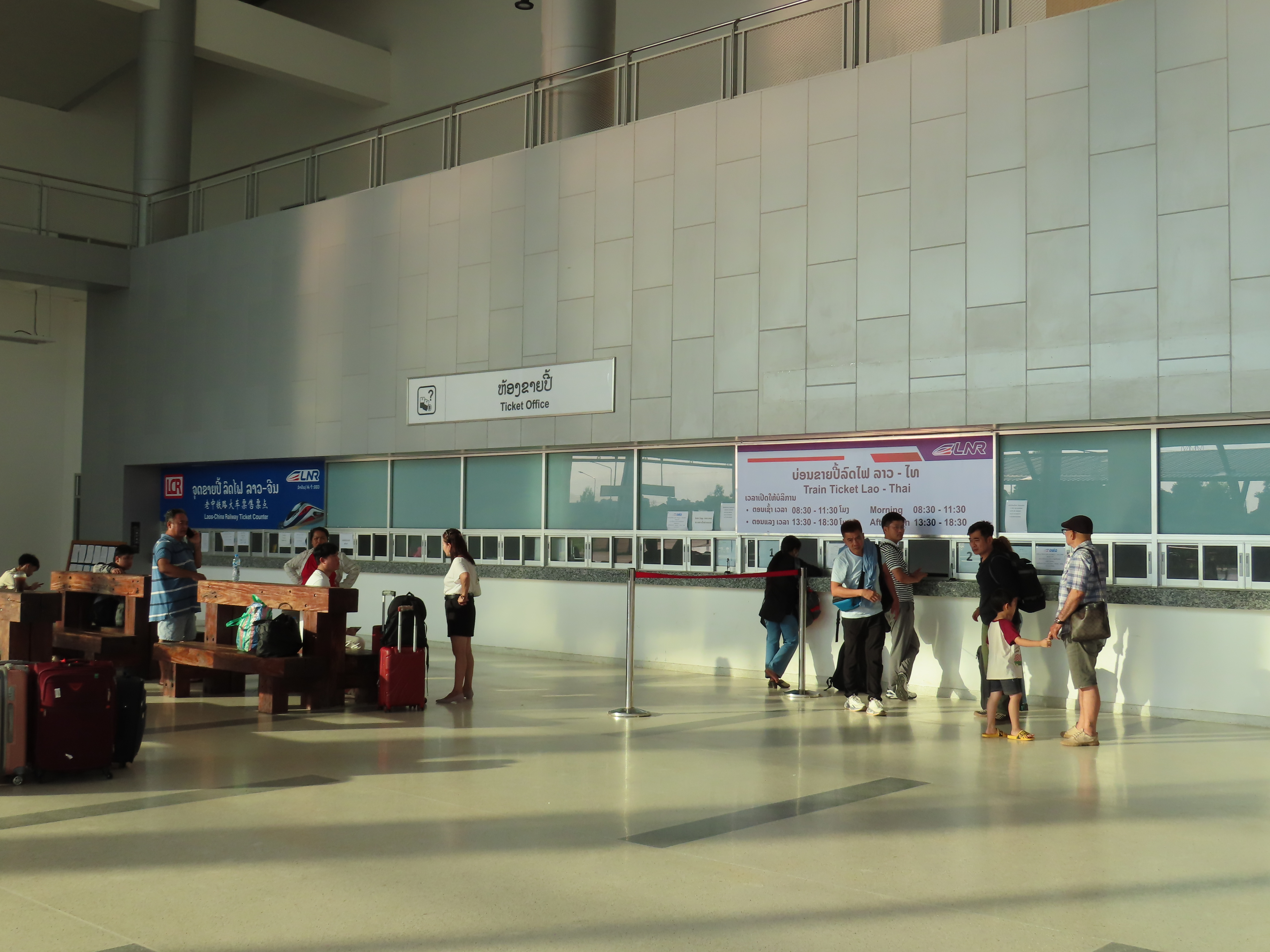
站内售票处，设有中老铁路售票窗口
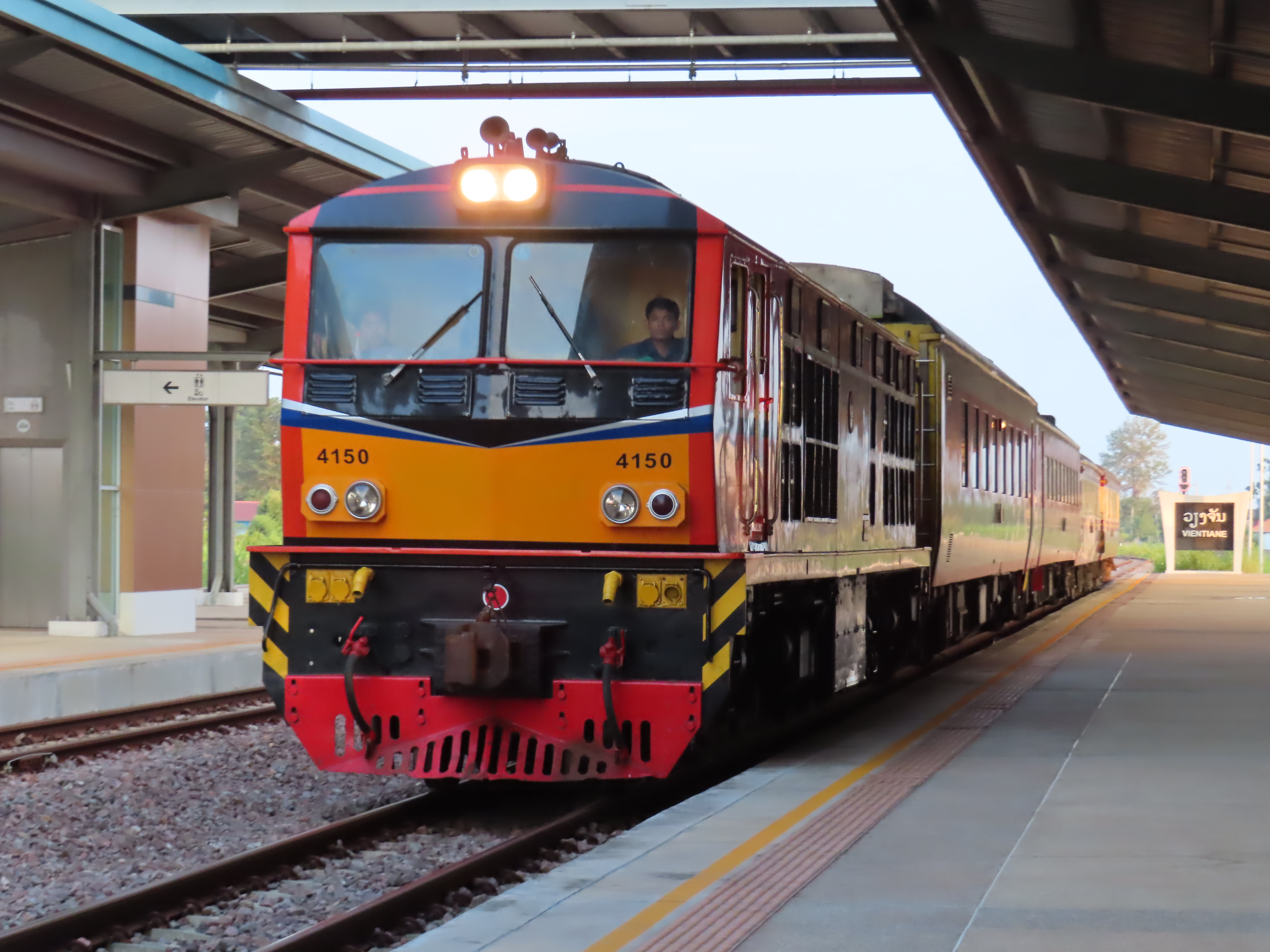
泰国国家铁路列车进站

## 列车服务
- 133/134 曼谷阿皮瓦–万象（坎萨瓦）–曼谷阿皮瓦
- 147/148 乌隆他尼 - 万象 (坎萨瓦) - 乌隆他尼

## 脚注
1. 1 2   (PDF). สำนักงานความร่วมมือพัฒนาเศรษฐกิจกับประเทศเพื่อนบ้าน (องค์การมหาชน). ตุลาคม 2559  [9 กุมภาพันธ์ 2565]. （原始内容 (PDF)存档于2022-02-09）.
2. ↑  . 中青在线. 2023-01-20  [2023-04-16]. （原始内容存档于2023-04-16）.
3. ↑  ラオス中国鉄道による輸送で、タイにも大きな恩恵 - Global News Asia
4. ↑  . JICA ODA見える化サイト.   [2023-01-10]. 原始内容存档于2022-12-02.
5. ↑  The Project for Urban Development Master Plan Study in Vientiane Capital （页面存档备份，存于） - JICA, p.4-31 Railway Town Sub-center
6. ↑  Shi Yinglun (编). . 新華社. 2019-07-02  [2021-09-16]. （原始内容存档于2022-05-24） （英语）.
7. ↑  Jasmina Yap. . The Laotian Times. 2018-01-18  [2021-09-16]. （原始内容存档于2022-02-06） （英语）.
8. ↑  Khamsavath Station in Vientiane Capital Ready to Operate Soon （页面存档备份，存于） - The Laotian Times, Juy 25, 2022
9. ↑  .   [2023-11-19]. （原始内容存档于2023-12-12）.
10. ↑  Limited, Bangkok Post Public Company. . Bangkok Post.   [2024-06-10]. （原始内容存档于2024-06-12） （英语）.
11. ↑  . Lao News Agency. 2022-10-10  [2023-11-02]. （原始内容存档于2023-04-07） （英语）.
12. ↑  . The Bangkok Post. 2024-07-03  [2024-07-10]. （原始内容存档于2024-07-10）.
13. ↑  panyanut(cherry). . The Cloud. 2024-07-16  [2024-09-17]. （原始内容存档于2024-07-26） （泰语）.
14. ↑  .   [2024-09-17]. （原始内容存档于2025-01-09）.
15. ↑  . Lao Official Online Visa.   [2025-03-04].
16. ↑   https://www.facebook.com/share/p/XKYvaNFUVuWNJ1NR/